# Камъкът на сълзите
„Камъкът на сълзите“ (на английски: Stone of tears) е вторият роман от епичната фентъзи поредица на американския писател Тери Гудкайнд, „Мечът на истината“. 

## Издания
Публикуван е за първи път през 1996 г. от американското издателство Tor Fantasy. През 1999 г. е издаден на български в две части от издателство „Прозорец“ в превод на Весела Димова.

## Сюжет
Внимание:  Текстът по-долу разкрива сюжета на произведението (или части от него)!
След смъртта на Даркен Рал и планирането на сватбата му с Калан Ричард е измъчван от поредица от болезнени главоболия. Той също така научава от Шота, че е извънбрачен син на Даркен Рал и внук на Зедикус Зу'л Зорандер.
Ричард е посетен от три Сестри на светлината, които го информират, че главоболието му е причинено от пробуждането на дара в него и е фатално и неудържимо, освен ако не получи магическо обучение. Сестрите му казват, че трябва да отиде с тях и да носи Рада'Хан, магическа яка, за да контролира главоболието си и дара. Те също така обясняват, че ще му предложат помощта си три пъти и ако той откаже всеки път, те няма да могат да му помогнат никога повече. Ричард отказва два пъти и всеки път една сестра се самоубива.
Търсейки насоки как да поправят завесата, Ричард и Калан искат ново „събиране“; това включва обръщане към „духовете на предците“ за помощ. Но вместо да могат да говорят с духовете, двамата са изпратени в подземния свят и са поставени лице в лице с Даркън Рал. Рал докосва Ричард с белега на Пазителя, което го прави безсъзнание и дава на Калан да разбере, че Ричард е само на минути от смъртта.
Докато Калан отчаяно се опитва да спаси Ричард, се появява светещ дух, Дина, която казва на Калан, че трябва да го принуди да носи нашийника; ако не го направи, главоболието ще го убие и всичко ще бъде загубено. След това Дина взема белега на Ричард и е изпратена в подземния свят при Пазителя. Когато третата и последна Сестра се завръща, Калан казва на Ричард, че трябва да сложи нашийника. Когато той се опитва да обясни нежеланието си, Калан го кара да повярва, че единственият начин да докаже любовта си към нея е да го носи. Ричард неохотно се съгласява да носи нашийника, а Сестрата им разкрива, че третата причина за носенето на нашийника е да причини болка на носещия. Той си тръгва, казвайки ѝ просто да намери Зед. Съкрушен, Ричард се подчинява на останалата Сестра и тръгва с нея, за да отиде в Двореца на пророците.
Ричард пътува със Сестра Верна до Двореца на пророците, който се намира в Стария свят. По пътя те преминават между Бариерата и Ричард е привлечен от една от черните кули и е принуден да събере част от черния пясък, който намира. По-късно той е инструктиран да екзекутира пленница като данък, за да премине през племенната земя, но отказва и избира да освободи жената, която обещава да ги преведе през земите на Баку Бан Мана. Въпреки обещанието за безопасно преминаване, тя принуждава Ричард да влезе в битка с тридесет майстори на остриета Бака Бан Мана, както диктува клетвата им. Ричард ги избива, като използва колективните знания на Меча на Истината за бой с остриета. Убивайки ги всички, той е длъжен да се ожени за жрицата и Ричард ѝ дава магическата си свирка на Човека-птица, за да атакува посевите на съседните племена и да наложи мир между тях.
Пристигайки в Двореца на пророците, Ричард заплашва да убие всеки, който му попречи да си тръгне, заявявайки, че е затворник, а не гост или ученик. Той обаче е третиран щедро и му дават абсурдни количества злато, които са символи на статута му на начинаещ магьосник, предназначени да го накарат да не вижда стойност в личното богатство. Вместо това той използва парите, за да подкупи целия персонал на Двореца на служба, дори наема публичен дом на военен договор, който да обслужва охраната. Той открива, че е боен магьосник: такъв, който има дарбата както на адитивна, така и на екстрактивна магия. По-късно той научава от Нейтън Рал, друг магьосник в Двореца на пророците и древен прародител на Ричард, че е първият, роден с такава сила от 3000 години. Разкрива се, че Прелатът е довел Ричард в двореца, за да прогони Сестрите на мрака, тайно общество в рамките на Сестрите на светлината, посветено на задачата да освободи Пазителя в света на живите.
Калан се впуска в дълъг път обратно към дома си Ейдиндрил заедно с трима кални хора. По пътя те попадат на разграбения град Ебинисия, чиито трупове изпълват улиците и околностите. Калан и тримата кални хора се надпреварват да настигнат група от около пет хиляди войници, които преследват врага, ограбил Ебинисия. Тя е шокирана да осъзнае, че всички тези войници са тийнейджъри, напълно необучени и неподготвени да атакуват опитните, добре организирани и значително превъзхождащи вражески сили. Тя поема командването на армията и организира серия от партизански атаки срещу това, което сега знае, че е Имперският орден. Победоносна, Калан се завръща в Ейндиндрил, където се натъква на Зед и магьосницата Ади, на които паметта и на двамата е изтрита по-рано. Тя му връща паметта, като му казва, че Ричард е със Сестрите на светлината. Разгневен, Зед казва на Калан, че ще я обезглави за стореното и че е осъдила Ричард на хиляда години от буквалните му кошмари.
След месеци в двореца Ричард успява да избяга, след като убива няколко Сестри на мрака. Знаейки, че първо трябва да спаси света, той пътува до Д'хара. В Народния дворец той унищожава магия на Сестра на мрака, като използва черния магьоснически пясък, за да я поквари. След това избягва грешка в последния момент, като поставя Камъка на сълзите върху Даркен Рал. Ричард връща камъка в подземния свят и отново побеждава Пазителя, след което се втурва към Ейдиндрил, за да намери Калан. След като открива, че тя вече е екзекутирана, Ричард убива всички съветници, които са я осъдили на смърт. Намирайки гроба й, той осъзнава, че Зед е хвърлил смъртоносна магия, за да накара всички да повярват, че Калан е мъртва. Духът на Дина посещава и двамата и те се събират отново на място между световете.
В книгата е обяснено второто правило на магьосника (гл. 63):
| „ | То гласи, че най-добрите намерения могат да причинят най-големи вреди. Звучи като парадокс, но доброжелателността и добрите намерения могат да бъдат коварни пътеки към разрушението. Понякога онова, което смятаме за правилно, се оказва погрешно и може да причини вреда. Единственото противодействие е познанието, мъдростта, предвидливостта и разбирането на Първото правило. Но дори и това не винаги се оказва достатъчно. | “ |